# 말레이시아의 대외 관계

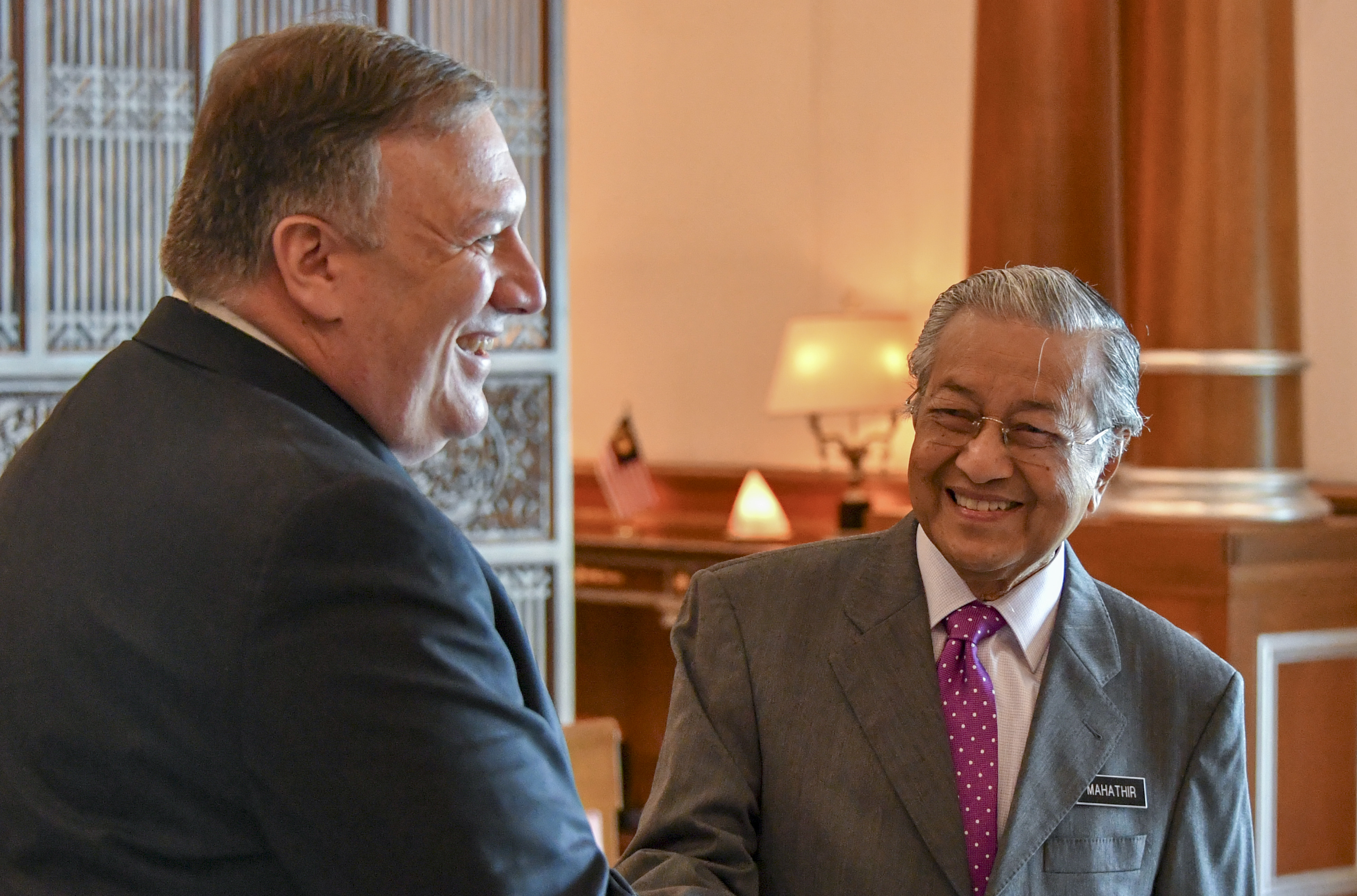
말레이시아의 총리 마하티르 빈 모하맛과 미국 국무부 마이크 폼페이오 (2018년 8월 3일)

이 문서는 말레이시아의 대외 관계에 대해 설명한다.

## 아시아

### 대한민국
대한민국과 말레이시아는 1960년에 수교하였다. 1960년 2월 23일, 양국은 외교관계를 수립하고, 1962년 5월 콸라룸푸르에 주말레이시아 대한민국 대사관이, 1964년 4월에는 서울에 주한 말레이시아 대사관이 개설되었다. 대한민국의 대(對)말레이시아 수출은 62억7513만USD, 말레이시아의 대(對)대한민국 수출은 104억6781만USD(각 2011년)에 달하여, 말레이시아는 대한민국에 있어서 제21위의 수출국이자 제14위의 수입국이다. 모두 14,409 명(재외국민 14,403 명, 시민권자 6 명)의 한민족들이 말레이시아에 거주(2010년 12월 기준)하고 있다. 말레이시아의 전 총리 마하티르 빈 모하맛는 "국가 경제의 발전을 위하여 일본과 대한민국으로부터 배우자"는 소위, 향동학습정책(向東學習政策, Look East Policy)을 펼쳤다. 이 정책의 일환으로 말레이시아 정부는 장학생을 대한민국에 있는 대학으로 보내고 있다. 한편 대한민국의 최규하 전 대통령(1979-1980 재직)이 말레이시아 대사를 지내기도 했다.

### 조선민주주의인민공화국
사라왁 주와 북한은 한 협정을 통해 북한 인부들이 사라왁의 탄광에서 일할 수 있도록 하였으나, 이는 매우 위험한 것으로 간주된다. 그러나 말레이시아 정부는 이를 합법적인 고용이라고 주장하고 있으며, 정치 사상을 전파하지 않는 한 취업허가서를 발급해주고 국적을 문제삼지 않는다.
범죄인의 대한 미국 인도를 문제로 북한은 말레이시아에 단교를 선언했다. 그러자 말레이시아는 48시간에 내에 나가라는 말로 맞대응하여 국교가 단절되었다.

### 태국
라마 1세(재위 1782년 - 1809년)는 타이 세력을 크게 확장해 말레이반도의 클란탄까지 지배하였다.

### 싱가포르
싱가포르는 1963년 사바, 사라왁과 함께 신설 말레이시아에 가입했으며, 당시에는 싱가포르 주(말레이어: Negeri Singapura)라는 말레이시아의 한 주였다. 그러나 싱가포르 정부는 말레이시아 정부와 적지 않은 마찰을 빚었는데, 가장 큰 이유는 인종 문제였다. 싱가포르만 따지고 보면 인구의 대부분이 중국인이지만, 말레이시아 전체에서는 말레이인이 대부분이었다. 당시 싱가포르 주의 총리였던 리콴유는 "말레이시아인의 말레이시아"를 내세워, 말레이인을 우대하고 편애했던 툰쿠 압둘 라만 당시 말레이시아 총리를 비판했다. 1964년 싱가포르에서 인종 폭동이 발생했고, 이후 적지 않은 마찰이 빚어지자 말레이시아 정부는 사실상 싱가포르를 축출했다(그러나 실제로는, 정부의 압력 상황에서 싱가포르가 자발적으로 탈퇴한 것이었다). 1965년 8월 9일 싱가포르는 말레이시아에서 분리독립했다.
양국은 한편으로는 교류도 하면서 어느 정도 괜찮은 관계를 보이는 듯 했으나, 실제로 그 안에는 씻기 어려운 앙금이 있었으며, 심지어 2002년 당시에는 양국 간의 전쟁이 일어날 것이라는 관측조차 있었다. 싱가포르는 영토가 너무 작아 간척사업을 통해 영토를 인위적으로 늘렸는데, 이 과정에서 양국의 국경이 되는 조호르 해협에 대한 매립을 논의하면서 문제가 불거졌다. 당시 말레이시아는 싱가포르가 조호르 해협을 매립하여 각국 선박들의 말레이시아의 탄중플르파스 항 이용을 방해하려 한다고 비난했다.
양국의 관계는 한편으로는 주변국이나, 싱가포르와 함께 말레이시아에 가입한 사바, 사라왁에도 적지 않은 영향력을 미쳤다. 말레이시아와 인도네시아가 리아우 제도(인도네시아가 지배 중) 일대를 두고 분쟁을 일으켰던 것이 싱가포르가 탈퇴하면서, 이 분쟁은 싱가포르와 인도네시아로 바뀌었다. 또 다른 관건은 사바, 사라왁을 두고 벌어진 것이었다. 당시 사바의 지도자였던 툰 푸아드 스테픈스는, "우리 사바는 싱가포르 때문에 말레이시아에 가입했다"며 "그러나 싱가포르가 나갔으니, 우리가 왜 말라야와 함께 해야 하는가?"라며 사실상 말레이시아 조약의 무효를 선언했다. 그들의 주장은 즉슨, 그들도 싱가포르처럼 독립했음을 선언한 바였다. 하지만 독립은 승인되지 않았고, 현재까지 말레이시아로 남아있는 과정에서 사바 인에 대한 탄압 등 적지 않은 문제가 발생했다. 현재 일부 사바 인들은 "사바와 사라왁이 말레이시아를 떠나다(SSKM)" 등 독립운동 단체를 결성해 독립 투쟁을 벌이고 있으며, 실제로 말레이시아 정부가 스코틀랜드 독립문제처럼 사바의 독립을 허락할 지는 큰 의문이다.

### 인도네시아

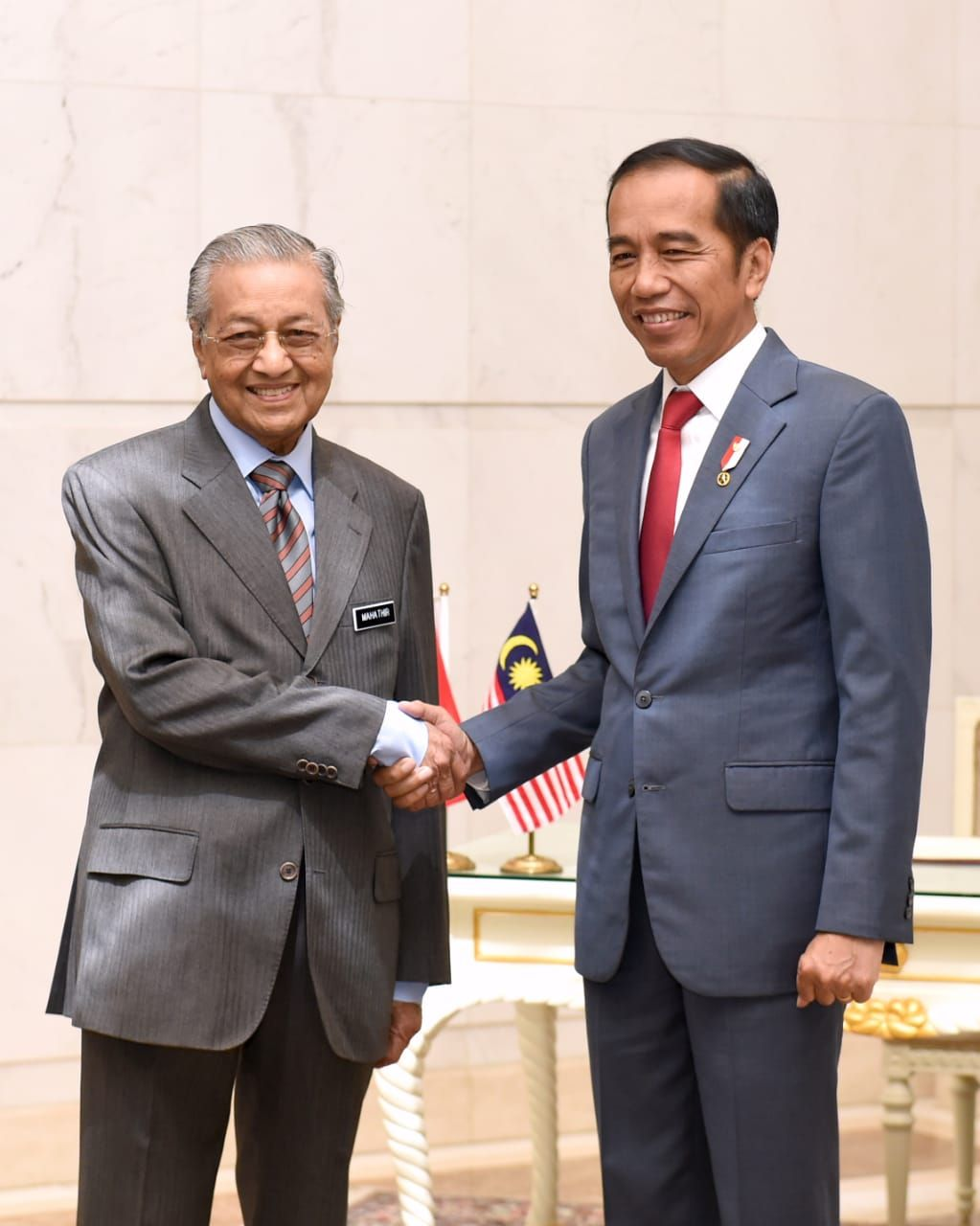
마하티르 빈 모하맛과 인도네시아의 대통령 조코 위도도 (2019년 8월 9일)

인도네시아와 말레이시아는 문화적, 민족적으로도 공통점이 많은 나라다. 두 나라 다 말레이인, 또는 말레이 계열의 민족들이 대부분이며 언어도 말레이어를 사용하지만, 서구 열강들의 분단으로 인해 서로 다른 생각과 특징들을 많이 갖고 있다. 말라야가 1957년 독립한 이후 수하르토는 위대한 인도네시아(Indonesia Raja; 말레이시아에서는 '위대한 말라야'라는 뜻으로 'Melayu Raya'라고 했다)를 주장하며 말라야와 함께 대(大)말레이 국가의 건설에 대해 논의한 적이 있었다. 하지만 논의 과정에서 파열음이 생겼고, 말라야가 싱가포르, 사라왁, 사바를 합병한 뒤 '말레이시아'를 건국하려 하자 관계가 틀어져, 결국 위대한 인도네시아는 물거품이 되고 말았다. 후에 인도네시아는 사바를 무력으로 합병하였고, 이에 말레이시아가 군을 보내 사바를 되찾았다. 1960년대 양국간의 관계는 그리 좋지 않았으며, 1965년 1월 1일 인도네시아가 말레이시아가 안전보장이사회 회원국으로 선임된데 대하여 항의의 표시로 유엔을 탈퇴한 일도 있었다.
그 후 영토분쟁 등 모든 것이 그나마 해결됐지만, 현재도 양국간의 분쟁은 이어지고 있다. 특히 외국인 배척 및 탄압이 심한 말레이시아는 인도네시아에서 온 노동자들의 인권을 유린한다는 의혹이 제기되는 가운데, 불법체류자들에 대한 강제추방, 심문, 고문, 심지어는 강제처형으로 인도네시아 정부로부터 큰 비난을 받고 있다. 2014년 12월 말레이시아 정부가 자국에 불법체류 중인 인도네시아인 7만명을 추방시켜, 인도네시아 측의 비난을 받았다. 최근 조코위 인도네시아 대통령이 말레이시아 나집 라작 총리를 방문했으며, 조코위는 자국 여성들의 해외 가정부 취업을 즉각 중단시킬 방침이라고 밝혔다.

## 오세아니아

### 오스트레일리아
오스트레일리아와 말레이시아는 지리적 여건으로 볼 때 대륙과 섬, 육지 등을 서로 이어 주는 교통 요충지이다. 영국 연방 회원국인 오스트레일리아와 말레이시아 양국은 무역 관계도 매우 높으며 항공편도 많이 운항하는 것으로 보인다. 양국 모두 상주공관(고등판무관 사무소)을 캔버라(말레이시아 측), 쿠알라룸푸르(오스트레일리아 측) 모두 각각 두고 있다. 그리고 말레이시아가 오스트레일리아에 설치된 다른 도시 소재 영사관들은 퍼스, 멜버른, 시드니에 한하여 설치한 것으로 드러난다. 그리고 1971년 4월 체결된 5개국 방위 협력을 결성시켜서 오스트레일리아, 영국, 뉴질랜드, 말레이시아, 싱가포르 등이 체결한 방위협력 기구의 일원으로 참여하고 있다.

## 같이 보기
- 말레이시아 주재 외국공관 목록
- 말레이시아의 재외공관 목록